# Унденгайм
Унденгайм (нім. Undenheim) — громада в Німеччині, розташована в землі Рейнланд-Пфальц. Входить до складу району Майнц-Бінген. Складова частина об'єднання громад Райн-Зельц.
Площа — 9,97 км2. Населення становить 3006 ос. (станом на 31 грудня 2020).

## Галерея

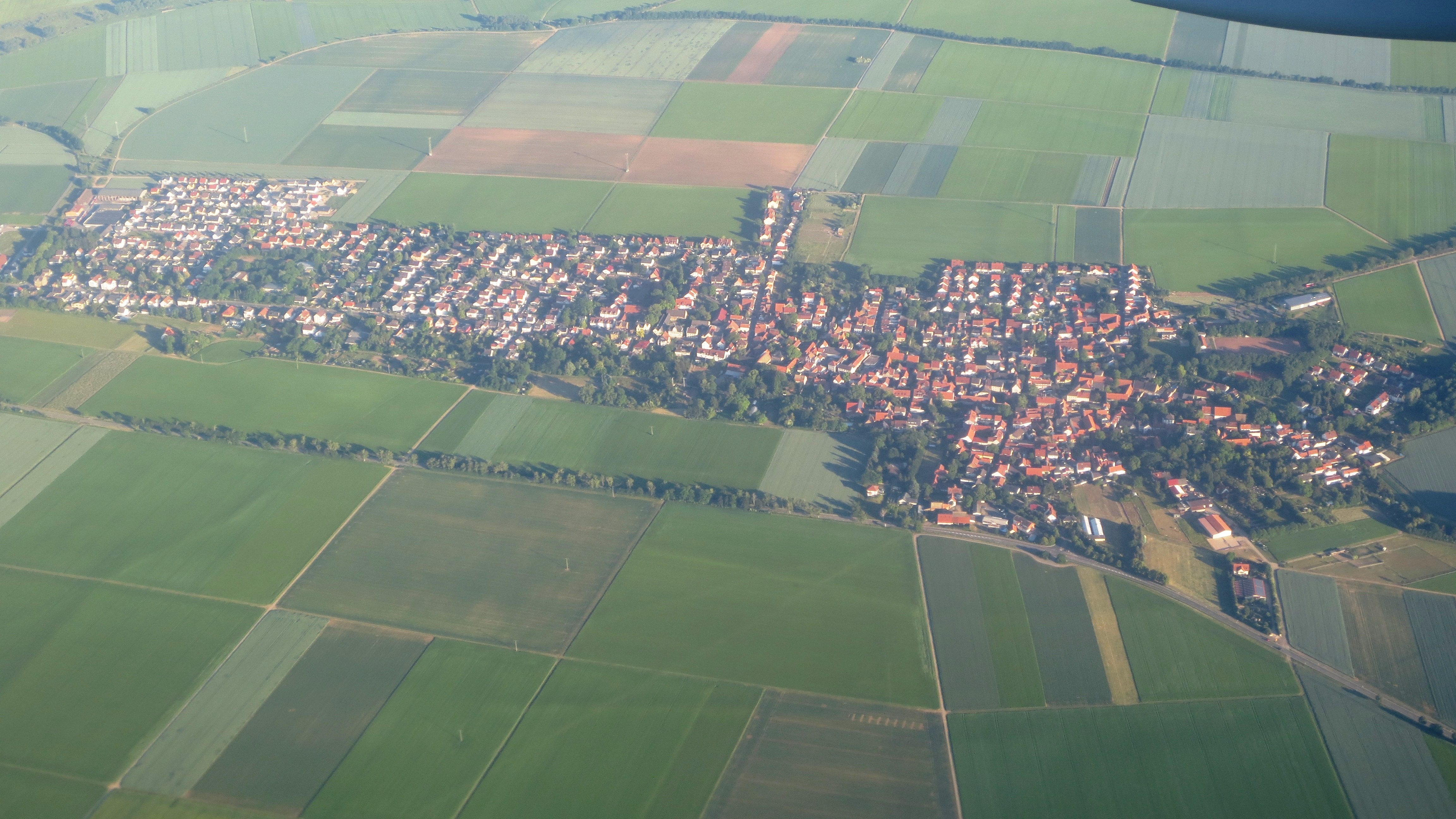
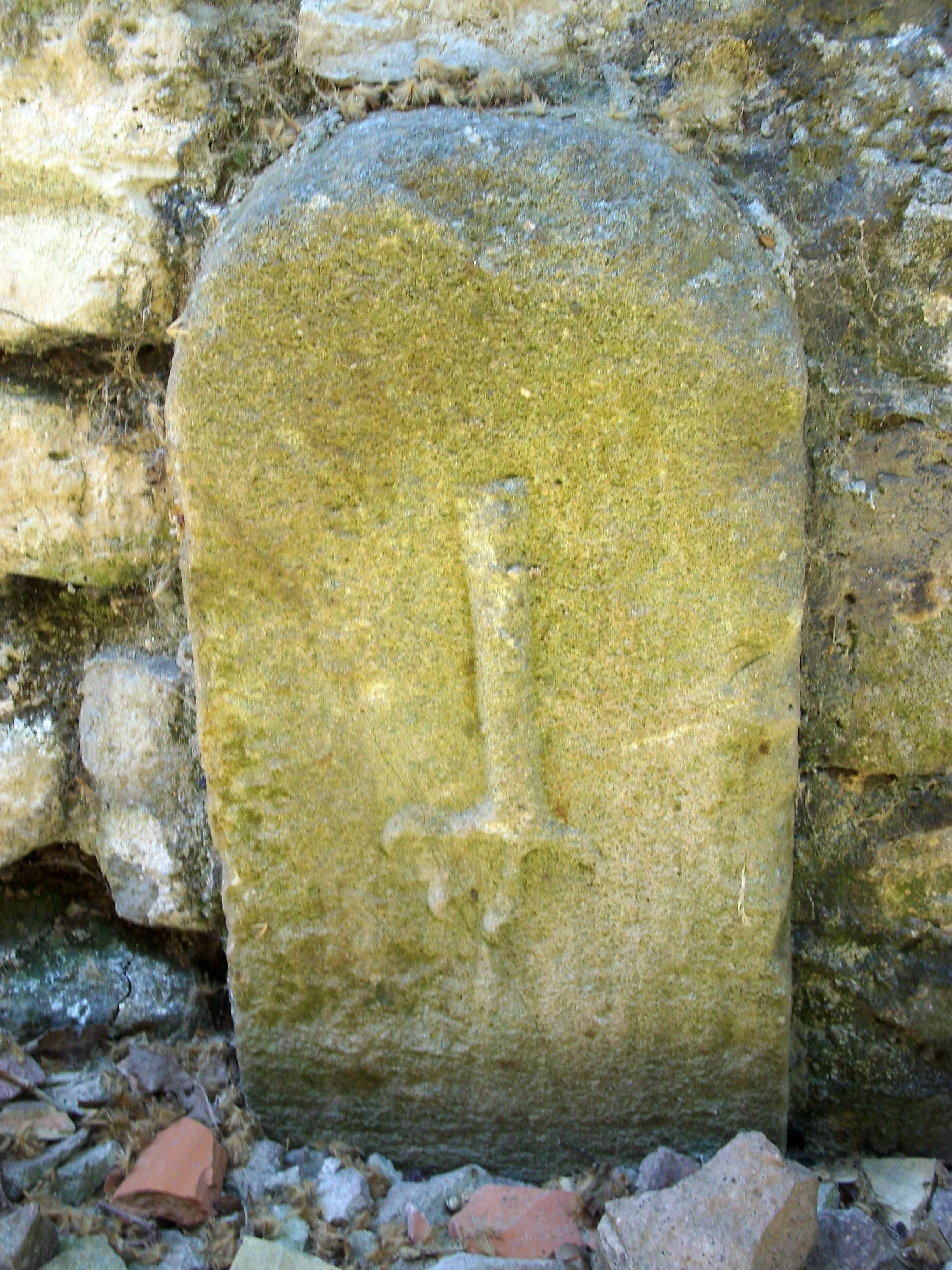
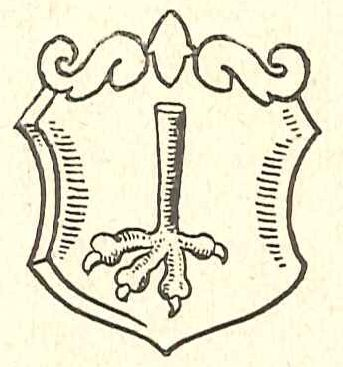
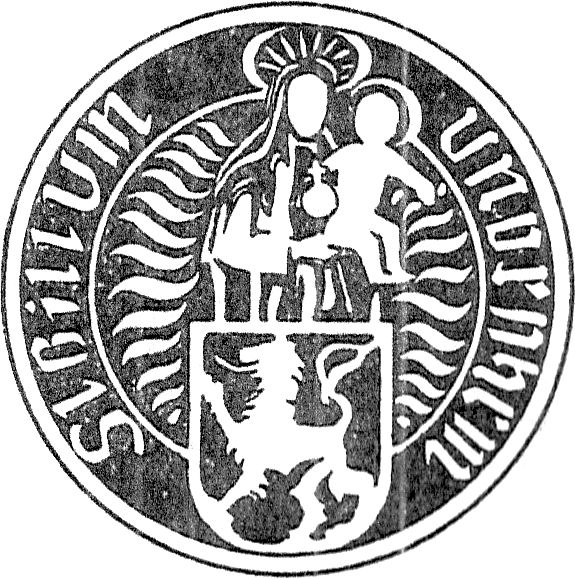
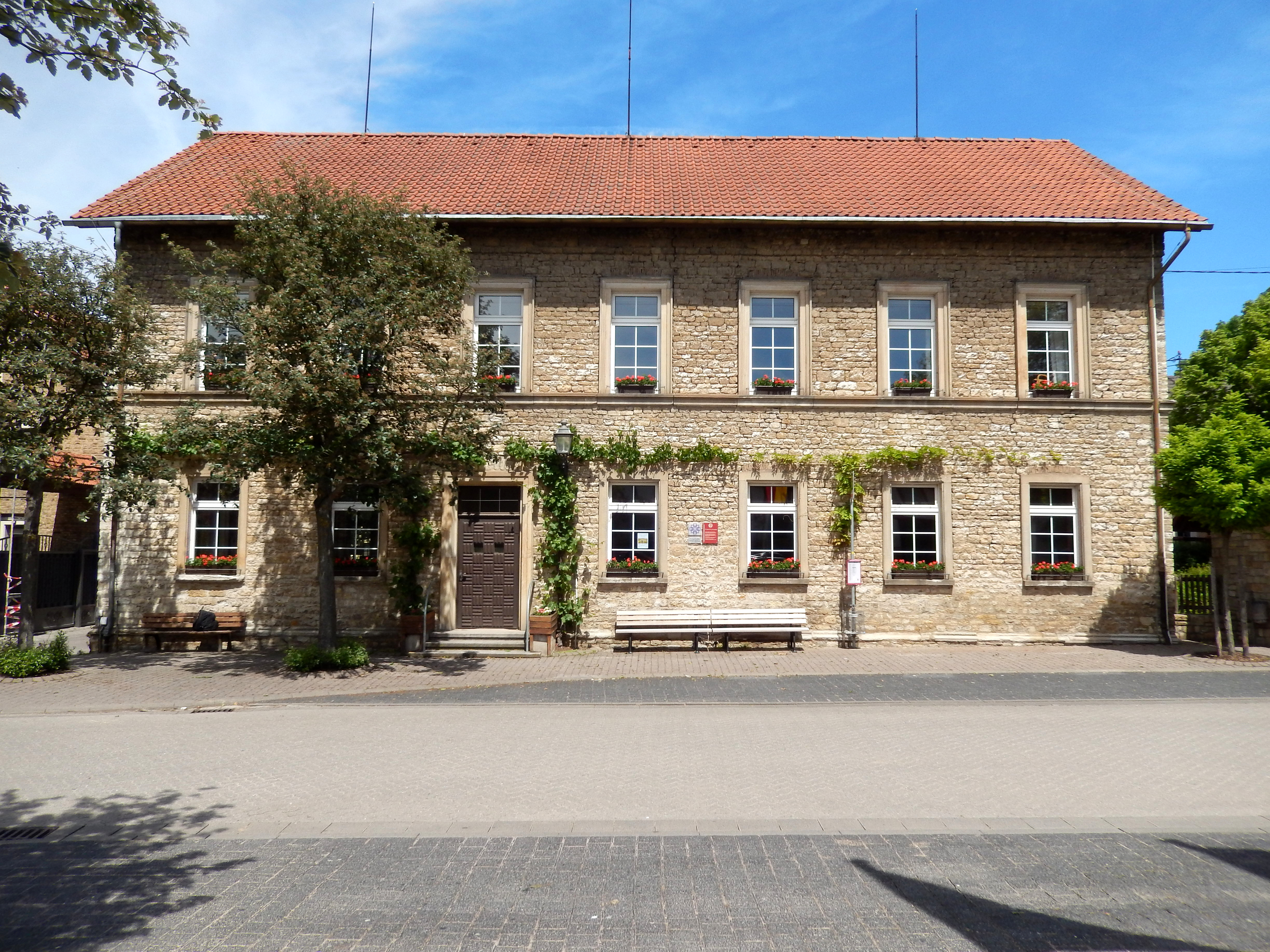
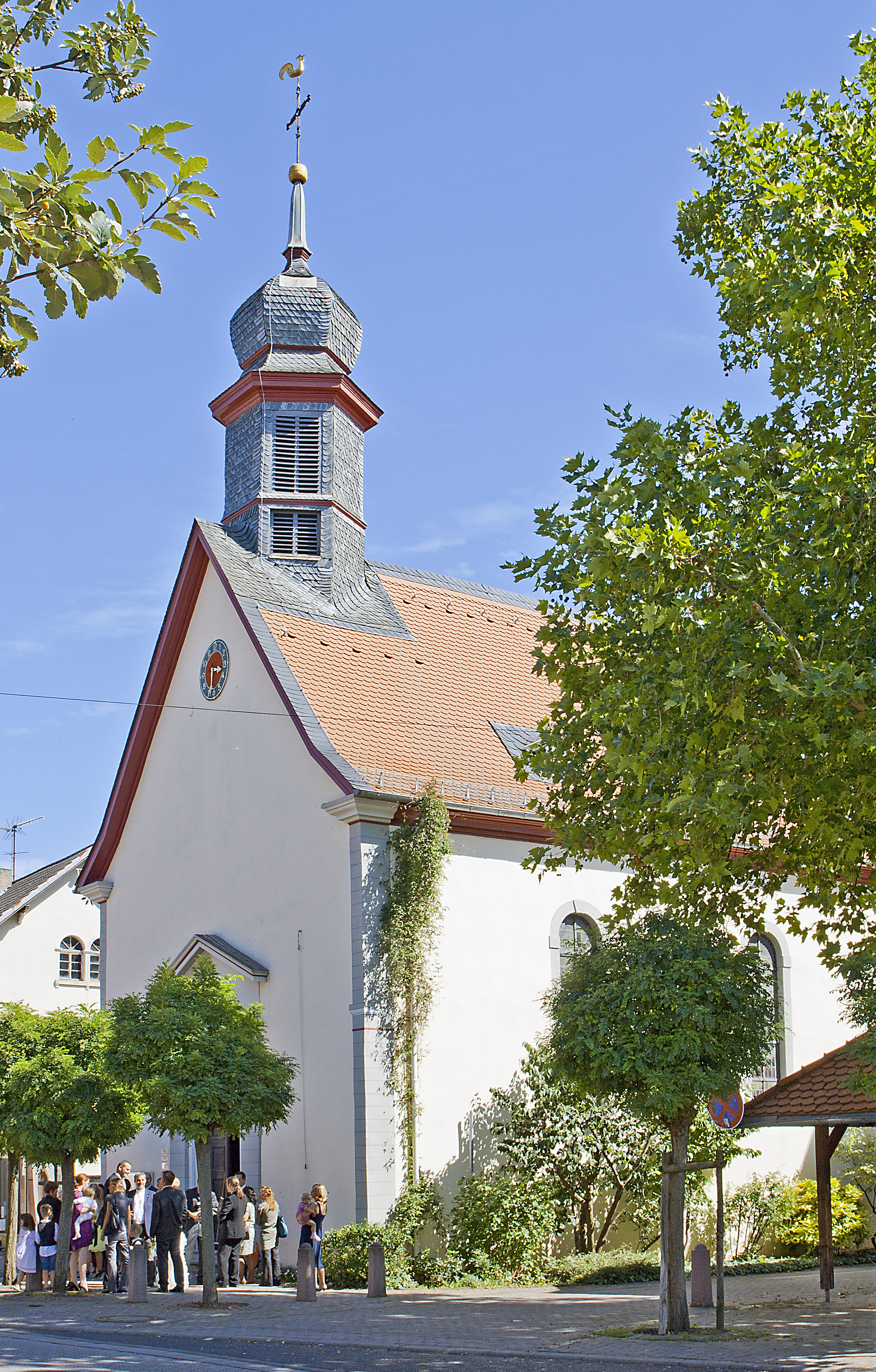